# Eupithecia orientata
Eupithecia orientata là một loài bướm đêm trong họ Geometridae.